# Neuenhauser Unternehmensgruppe
Die Neuenhauser Gruppe SE & Co. KGaA  ist eine deutsche Mehrbereichsgruppe im Maschinenbau und der Metallverarbeitung. Die Kerngesellschaft Neuenhauser Maschinenbau GmbH ist benannt nach dem Unternehmensstandort im niedersächsischen Neuenhaus, Deutschland.
Die Unternehmensgruppe beschäftigt rund 2.600 Mitarbeiter in mehr als 20 Firmen an verschiedenen Standorten, mit Schwerpunkt in Deutschland. Am größten Standort in Neuenhaus sind gut 800 Mitarbeiter beschäftigt.

## Geschichte
Das Unternehmen wurde 1955 durch Hans Voshaar (1921–1996) unter dem Namen „Hans Voshaar Bauschlosserei“ in einer Garage gegründet. Die ersten Geschäftsbereiche des Unternehmens waren Bauschlosserei, Reparaturen und Zulieferungen für die Textilindustrie. Im Laufe der Jahre hat sich die kleine Firma weiterentwickelt und fest in der Region etabliert. Seit 1972 befindet sich die Zentrale in der mittlerweile nach dem Gründer benannten Hans-Voshaar-Straße, ehemals Ladestraße. 1986 stieg der Sohn des Gründers, Bernd Voshaar, in das elterliche Unternehmen ein und forcierte neben dem organischen auch das Wachstum durch Beteiligungen und Zukäufe. Nach 35-jähriger Geschäftstätigkeit übergab er zu Beginn des Jahres 2021 die operative Führung der Gruppe an Lutz Wolf.
Die Neuenhauser Unternehmensgruppe bildet in verschiedenen Berufen aus, darunter Zerspanungsmechaniker, Industriemechaniker, Fachkraft für Lagerlogistik, aber auch Industriekaufleute und IT-Berufe. Im Bereich der Ausbildung kooperiert die Neuenhauser Gruppe unter anderem mit der Hochschule Osnabrück. Studenten können im Rahmen ihres Bachelor- oder Masterstudiums ihre Thesis für die Neuenhauser Unternehmensgruppe schreiben.

## Expansion
Mit der Übernahme der Kompressorenfertigung von der Meyer Werft im Jahr 1986 und der Gründung der Neuenhauser Kompressorenbau GmbH im selben Jahr wurde eine erfolgreiche Expansionspolitik eingeleitet, die das Unternehmen von einem kleinen Maschinenbauunternehmen zu einer weltweit agierenden Unternehmensgruppe wachsen ließ.
Im Laufe der Jahre wurden zahlreiche Unternehmen aus dem Bereich Maschinenbau erworben bzw. gegründet und unter dem Dach der Unternehmensgruppe vereint. So erfolgte 1995 die Übernahme der Glüpker Blechtechnologie GmbH in Neuenhaus. Zwei Jahre später, 1997, wurden die Vorwald Spannelemente in Osnabrück und Neuenhaus übernommen. 1999 folgten die Übernahme der hpl-Neugnadenfelder Maschinenfabrik GmbH in Ringe-Neugnadenfeld sowie die Gründung der Neuenhauser Automation Inc. in Charlotte, USA, die heute als Neuenhauser Technology Inc. firmiert.
2001 fusionierten das Unternehmen Sohler Airtex und das Profitcenter „Luftwirbler“ der Neuenhauser Maschinenbau GmbH zur Sohler Neuenhauser GmbH & Co. KG in Wangen. Im Jahr 2002 wurde die Neuenhauser Technology (Suzhou) Co. Ltd. in der Volksrepublik China gegründet. Ein Jahr später, 2003, kam die WOB Wessling Oberflächenveredelung GmbH in Geeste-Dalum hinzu.
2004 erwarb die Unternehmensgruppe die Genkinger-Hubtex GmbH in Münsingen und setzte damit ihre Expansion fort. 2005 folgte die Übernahme der T.D.B.S. Handels GmbH. 2007 wurde die MAP Maschinen- und Apparatebau Produktions GmbH in Rathenow übernommen und 2009 erfolgte die Übernahme der Erich Scholze GmbH & Co. KG, die in Scholze Germany GmbH umfirmiert wurde. Weitere Übernahmen waren die AR Walzen GmbH in Bad Salzuflen im Jahr 2013, die Rosink GmbH + Co. Maschinenfabrik in Nordhorn im Jahr 2015 sowie die Gründung der EUROPRESS Umwelttechnik GmbH in Lathen, ebenfalls 2015.
2018 übernahm die Unternehmensgruppe die INSECO Metalltechnik GmbH & Co. KG in Ahaus und gründete das Joint Venture Vorwald – SLT – Technology (VST) in Shanghai, Volksrepublik China. 2019 kamen die TecPro Metall GmbH in Neuss und die I.T. Out GmbH in Nordhorn hinzu. Auch die nextN GmbH in Nordhorn wurde 2021 gegründet und zum IT-Dienstleister ausgebaut. 2022 wurde der Standort Lingen akquiriert, und die Unternehmensgruppe übernahm die Reglass H.T. in Bologna, Italien, sowie die Geschäftsbereiche Textilmaschinen und Automation von der Ontec Automation GmbH in Naila. In diesem Jahr erfolgte zudem die Gründung der Neuenhauser Automation GmbH in Naila und die Übernahme eines weiteren Standorts in Lingen. Die Neuenhauser Umwelttechnik wurde in die Neuenhauser Recycling Technology (ReTec) GmbH ausgegliedert, die 2023 an den neu ausgebauten Standort Nordhorn-Klausheide umzog.
Im Jahr 2024 beteiligte sich die Unternehmensgruppe am Bremer Industriedienstleister AO Systems GmbH.
Die Unternehmensgruppe fungiert heute als Holding. Alle Tochtergesellschaften agieren weitestgehend unabhängig voneinander, was es der Neuenhauser Unternehmensgruppe ermöglicht, ein breites Tätigkeitsspektrum im Maschinenbau zu bieten und verschiedenste technische Kundenanforderungen zu lösen. Als strategischer Investor agiert die Unternehmensgruppe unabhängig am Markt, wobei ihre innere Ausrichtung von gemeinsamen Stärken und Synergien geprägt ist.

## Geschäftsbereiche
Die Aktivitäten der einzelnen Unternehmen sind aufgegliedert in die Segmente:
- Baugruppen- und Anlagenbau[4]
- Lohnfertigung[5]
- Komponenten, Baugruppen und Systeme[6]
- Textil und Automation[7]
- Kompressoren- und Behälterbau[8]
- Umwelttechnik[9]
- Maschinenelemente[10]
- Stahlindustrie
- Automation
- Intralogistik